# (33342) 1998 WT24
(33342) 1998 WT24 o simplemente 1998 WT24 es un asteroide Atón muy peligroso, estudiado y descubierto por LINEAR el 25 de noviembre de 1998 desde el Laboratorio Lincoln, Nuevo México.

## Designación y nombre
Designado provisionalmente como 1998 WT24.

## Descubrimiento
Este asteroide fue descubierto por el LINEAR el 25 de noviembre de 1998 casualmente cuando este estaba cruzando Mercurio y el descubridor buscaba asteroides Atira, otra clase muy exótica de asteroides. 1998 WT24 cruzó la órbita de la Tierra cuando estaba muy cerca a su perihelio. El objeto 1998 WT24 se perdió sin ser confirmado. Pero la categoría Atira se pudo descubrir. Este asteroide fue (163693) Atira.

## Afelio bajo y características orbitales
Según los estudios de LINEAR y MPC sobre este asteroide, su afelio no supera las 1,5 ua. Su distancia media tampoco supera la unidad astronómica, es de apenas 0,718 ua. Lo más sorprendente es que su perihelio está situado aproximadamente a la mitad del afelio, lo cual es peligroso para Venus, Mercurio y la Tierra. En diciembre de 2015 se pudo ver a una distancia de menos de 4,2 millones de kilómetros. Su excentricidad es de apenas 4,177.

## El encuentro más próximo
1988 WT24 es un asteroide Atón y potencialmente peligroso (Potencially Hazardous Asteroid en inglés y por sus siglas PHA). Eso significa que puede colisionar con nosotros si se aproxima mucho a nuestra órbita. En el año 2001 el asteroide (192642) 1999 RD32 rozó nuestra órbita. Varios años antes, se descubrió este asteroide, aunque podría ser que en 1969 este asteroide lo volviese a hacer. En diciembre de 2001 (entre el fin de semana del día 15 y 16), 1998 WT24 se acercó demasiado a la Tierra, lo cual tuvo gran peligro de colisionar. Actualmente se cruza con estos tres planetas (Mercurio, Venus y la Tierra)

Observación del asteroide en 2001 por un radar

| Fecha               | Distancia hacia la Tierra |
| ------------------- | ------------------------- |
| 16-12-1908          | 0,00907 ua                |
| 16-12-1956          | 0,009054 ua               |
| 16-12-2001          | 0,012485 ua               |
| 18-12-2099 (futuro) | 0,12640 ua                |

## Zona de influencia de Venus
1998 WT24 fue el segundo asteroide descubierto cercano a Venus y peligroso para este. Se encuentra en el borde interior de esta zona, mientras que el primero descubierto fue visto en el borde exterior. Este era (99907) 1989 VA. Los planetas tienen el poder de atraer asteroides localizados en áreas cercanas a ellos, como sucede con el asteroide 2002 VE68 (posible y no confirmada luna de Venus).

## Encuentros frecuentes con planetas
1998 WT24 es un asteroide que cruza la órbita de Mercurio, Venus y la Tierra. Su baja inclinación permite aproximarse a estos planetas (incluido el nuestro). La próxima vez que el asteroide se cruce en nuestra órbita será el 11 de noviembre de 2018.

## Numeración
Este planeta menor fue nombrado y enumerado por el Centro de Planetas Menores el 28 de enero de 2002

## Galería

Asteroide 2004 FH, otro asteroide muy parecido a 1998 WT24